# Rafael Osorio y Portillo
Rafael Osorio y Portillo nació en 1780 en Torredonjimeno (Jaén), y falleció en esa misma localidad el año 1849. Fue procurador hasta el año 1812 y posteriormente escribano numerario de S.M. hasta 1849, excepto durante los años 1817 a 1821 en los que estuvo en Arjonilla ocupando el mismo cargo.

## Biografía
El padre de Rafael Osorio fue Alonso Gil Osorio Cámara, de profesión labrador y hermano del escribano Francisco Antonio Osorio y Cámara. Asimismo, este era hijo de Manuel Antonio Osorio Martos, abogado de los Reales Consejos de S.M. en Torredonjimeno y administrador de la Encomienda de Calatrava de la Peña de Martos a mediados del siglo XVIII. Entre sus parientes hubo también varios escribanos, que lo fueron de Torredonjimeno y Arjonilla.
Contrajo matrimonio dos veces, la primera de ellas con Concepción Gómez Ortega, prima hermana del General carlista, Miguel Gómez Damas, y la segunda con Francisca de Paula Ocaña Mengíbar.
El primer Osorio nacido en tierras tosirianas fue Francisco de Paula Osorio Castellano importante hacendado en el Torredonjimeno del siglo XVIII, donde ocupó el cargo de padre general de menores. El padre de éste, José Osorio Gómez, era natural de la localidad granadina de Loja y fue el que introdujo el linaje Osorio en Torredonjimeno.